# Отіс Гарріс
Отіс Гарріс (англ. Otis Harris; нар. 30 червня 1982, Едвардс, Міссісіпі, США) — американський легкоатлет, що спеціалізується на спринті, олімпійський чемпіон та срібний призер Олімпійських ігор 2004 року.

## Кар'єра
| Рік             | Змагання         | Місто           | Місце           | Дисципліна            | Примітки        |
| Представник США | Представник США  | Представник США | Представник США | Представник США       | Представник США |
| --------------- | ---------------- | --------------- | --------------- | --------------------- | --------------- |
| 2004            | Олімпійські ігри | Афіни, Греція   | 2               | біг на 400 метрів     | 44.16           |
| 2004            | Олімпійські ігри | Афіни, Греція   | 1               | естафета 4×400 метрів | 2:55.91         |